# Mujerismo

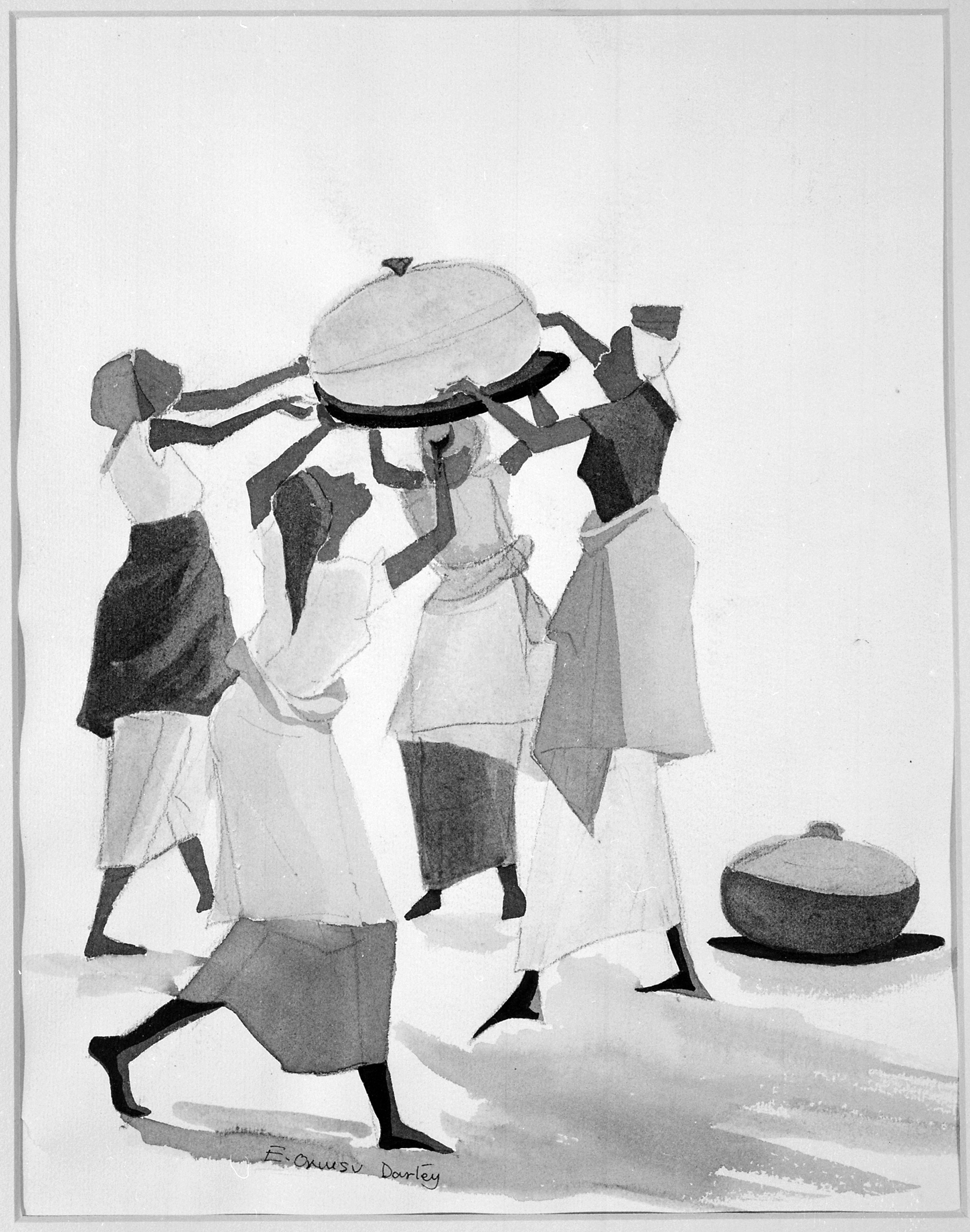
La unidad es la piedra angular de la ideología mujerista.

El mujerismo es una teoría social profundamente arraigada en la opresión racial y de género de las mujeres negras. Existen diversas interpretaciones sobre lo que significa el término mujerista y también esfuerzos para proporcionar una definición amplia y concisa, pero solo han sido un éxito marginal. La ambigüedad en la teoría permite su continua expansión desde sus principios básicos.
En esencia, el mujerismo es la perspectiva del cambio social basado en los problemas y experiencias de las mujeres negras y otras mujeres de la demografía de las minorías, pero, más ampliamente, busca métodos para erradicar las desigualdades, no sólo para las mujeres negras, sino para todas las personas. El espíritu del activismo, la espiritualidad y la relación de las mujeres con ella, otras mujeres, y sus alrededores comprenden una parte esencial de la ideología. El término mujerismo fue acuñado por la autora Alice Walker en su cuento corto de 1979 "Coming Apart". Aquí, Walker describe al protagonista de la historia como un mujerista. Aunque a Walker se le atribuye el término, existen otros contribuyentes al movimiento. Estos colaboradores desarrollaron sus propias teorías mujeristas independientemente del mujerismo de Walker. Incluyen estudiosas como Clenora Hudson-Weems y Chikwenye Okonjo Ogunyemi.

## Teoría
A la autora y poeta Alice Walker se le atribuye haber acuñado el término 'mujerista'. Desde la introducción original de mujerismo como un punto de vista social, el término ha evolucionado para envolver variadas, y a veces opuestas, definiciones. Linda Hogan afirma que el término mujerista ha llegado a representar a las feministas de color, específicamente a las mujeres negras, ya que el Movimiento Feminista ha sido experimentado por muchas como intrínsecamente racista. Mientras que el feminismo puede ser alienante para las minorías, el mujerismo permite a las mujeres negras afirmar y celebrar su color y su cultura de una manera que el feminismo no lo hace. En palabras de teóricos como Clenora Hudson-Weems y Alicia Boisnier, las mujeres negras luchan por identificarse con el feminismo tradicional, ya que no se identifican con las cuestiones que el feminismo normalmente defiende. Alternativamente, Delores S. Williams, una teóloga mujerista, asocia el mujerismo con las tradiciones y el activismo formados a partir de las condiciones, los eventos, los significados y los valores dentro de la comunidad afroamericana. Williams afirma, además, que la tarea del teólogo mujerista es encarnar el activismo por la búsqueda de las voces y las experiencias de las abandonadas. Ella identifica la clara diferencia entre las experiencias de la mujer negra y la mujer blanca que hace que sea difícil de identificar con el feminismo. Uno de los componentes clave del feminismo es acabar con el sometimiento de la mujer a su homólogo masculino; sin embargo, hay otras fuerzas opresivas que las mujeres negras enfrentan sobre la subyugación percibida de la mujer negra por el hombre negro. Esto representa una expectativa y la experiencia de la mujer negra como una búsqueda completa del conocimiento, competencia y autoridad que supera lo individual, pero que abarca el grupo Esta idea de comunidad más que la individualidad se ilustra además con la representación de una mujer como la encarnación de su medio ambiente. De esta manera, el mujerismo no se centra de manera indiscriminada en las experiencias de la mujer negra, pero desea la reconciliación de todas las personas en su espiritualidad, sus relaciones con los demás, y su relación con la naturaleza. Caracteriza a las mujeres como bien intencionadas y capaces en contraste con la imagen de una mujer como servil e inferior. Al hacerlo, el mujerismo empodera a las mujeres, y las desafía a romper con la definición tradicional de la feminidad.

## Orígenes
La necesidad del término "mujerismo" aparece al principio del Feminismo, el cual estuvo liderado principalmente por mujeres blancas de clase media militando por el cambio social centrado en el sufragio femenino. Así el movimiento Feminista se enfoca en terminar con la opresión por género, pero ignora casi totalmente la opresión debida al racismo y a la clase social. El pináculo de este debate académico ocurrió a final de la década de 1980, cuando investigadoras como Cleenora Hudson-Weems y Chikwenye Okonjo Ogunyemi empezaron a divulgar sus hallazgos. En esta época, el mujerismo fue aceptado, debatido y descartado por los académicos, debido especialmente a su perspectiva en la experiencia afroamericana. Los años 90 presentaron un nuevo desafío con la expansión del feminismo negro dentro de los estudios sobre mujeres. Como resultado, el mujerismo dejó de estar en el radar de la mirada pública, pero el debate académico continuó, y los estudiosos continuaron contribuyendo y explorando la disciplina. Hacia principios de la década del 2000, el mujerismo ha resurgido con una perspectiva única de cambio social. Esto fue firmemente establecido por la publicación de The Womanist Reader en 2006, una colección de críticas y ensayos mujeristas.